# Dalivier Ospina
Dalivier Ospina Navarro (Palmira, 9 de octubre de 1985) es un ciclista profesional colombiano. Actualmente corre para el equipo colombiano de categoría Continental el Coldeportes Zenú.
En 2013 corrió por primera vez una gran vuelta en el Giro de Italia pero abandono la competición en la etapa 12°.

## Palmarés
2005
- Campeón de Colombia Contrarreloj Sub-23

2018
- Campeonato de Colombia de Ciclismo en Pista
  -  Bronce en Madison o Americana (junto con Bryan Gómez)

## Resultados en Grandes Vueltas y Campeonatos del Mundo
Durante su carrera deportiva ha conseguido los siguientes puestos en las Grandes Vueltas y en los Campeonatos del Mundo en carretera:(referencia)
| Carrera         | 2013 |
| --------------- | ---- |
| Giro de Italia  | Ab.  |
| Tour de Francia | -    |
| Vuelta a España | -    |
| Mundial en Ruta | -    |

-: no participa

Ab.: abandono

## Equipos
- Café de Colombia-Colombia es Pasión (2010-2011)
  - Café de Colombia-Colombia es Pasión (2010)
  - Colombia es Pasión-Café de Colombia (2011)
- Colombia (2012-2013)
  - Colombia-Coldeportes (2012)
  - Colombia (2013)
- Aguardiente Blanco del Valle (2014-2016)[1]
- Coldeportes Zenú (2017-)